# Will McDonald (basket-ball)
Pour les articles homonymes, voir William McDonald et McDonald.
William « Will » McDonald est un joueur professionnel américain de basket-ball. Né le 5 octobre 1979 à La Nouvelle-Orléans (États-Unis). Il mesure 2,07 m, et évolue au poste de pivot.

## Université
- 2000-2003 :  University of South Florida (NCAA 1)

## Clubs
- 2003-2004 :  Élan sportif chalonnais (Pro A)
- 2004-2005 :  CB Gran Canaria (Liga ACB)
- 2005-2007 :  Estudiantes Madrid (Liga ACB)
- 2007-2008 :  Tau Vitoria (Liga ACB)